# Just en snygg historia
Just en snygg historia  (engelska: A Fine Romance) är en brittisk situationskomedi som producerades av London Weekend Television och sändes på ITV mellan 1981 och 1984.
Serien hade svensk premiär på SVT i juni 1983.

## Handling
Just en snygg historia handlar om den spirande romansen mellan Laura och Mike, spelade av äkta paret Judi Dench och Michael Williams.

## Rollista i urval
- Judi Dench - Laura
- Michael Williams - Mike
- Susan Penhaligon - Helen
- Richard Warwick - Phil